# Jan Jindra
Jan Jindra, né le 6 mars 1932 à Třeboň et mort le 20 septembre 2021, est un rameur tchèque qui participe pour la Tchécoslovaquie aux Jeux olympiques d'été de 1952, aux Jeux olympiques d'été de 1956, et aux Jeux olympiques d'été de 1960.

## Palmarès
- Jeux olympiques
  -  Médaille d'or en quatre avec barreur aux Jeux olympiques d'été de 1952 à Helsinki
  -  Médaille de bronze en huit aux Jeux olympiques d'été de 1960 à Rome

- Championnats d'Europe d'aviron
  -  Médaille d'or en quatre avec barreur aux Championnats d'Europe d'aviron 1953 à Copenhague
  -  Médaille de bronze en quatre avec barreur aux Championnats d'Europe d'aviron 1954 à Amsterdam
  -  Médaille d'or en huit aux Championnats d'Europe d'aviron 1956 à Bled
  -  Médaille de bronze en huit aux Championnats d'Europe d'aviron 1957 à Duisbourg
  -  Médaille d'argent en huit aux Championnats d'Europe d'aviron 1959 à Mâcon